# Selección femenina de rugby 7 de Canadá
La selección femenina de rugby 7 de Canadá es el equipo representativo de Canadá en los torneos de la modalidad de 7 jugadoras.

## Uniforme
El uniforme principal de Canadá 7 femenino usa los colores de su bandera, con camiseta, short y medias rojas con vivos blancos. En el alternativo se invierte el orden de esos colores.

## Palmarés
- Serie Mundial: 
  - Seven de los Países Bajos: 2015
  - Seven de Francia: 2016
  - Seven de Australia: 2017
  - Seven de Japón: 2019

- Women's Sevens Challenge Cup:
  - Seven de Dubái: 2011

- Juegos Panamericanos (2): 2015, 2019

- RAN Sevens (8): 2007, 2008, 2011, 2012, 2013, 2016, 2022, 2023

- Seven Femenino de Dubái (1): 2021-I

## Participación en copas

### Copa del Mundo
- Dubái 2009: 6.º puesto
- Moscú 2013: 2.º puesto
- San Francisco 2018: 7.º puesto
- Ciudad del Cabo 2022: 6º puesto

### Juegos Olímpicos
- Río 2016: 3.º puesto [1]
- Tokio 2020: 9.º puesto
- París 2024: 2.º puesto

### Serie Mundial
- Serie Mundial 12-13: 3.º puesto (52 pts)[2]
- Serie Mundial 13-14: 3.º puesto (80 pts)[3]
- Serie Mundial 14-15: 2.º puesto (96 pts)
- Serie Mundial 15-16: 3.º puesto (74 pts)
- Serie Mundial 16-17: 3.º puesto (98 pts)
- Serie Mundial 17-18: 4.º puesto (60 pts)
- Serie Mundial 18-19: 3.º puesto (94 pts)
- Serie Mundial 19-20: 3.º puesto (80 pts)
- Serie Mundial 21-22: 7.º puesto (40 pts)
- Serie Mundial 22-23: 9.º puesto (39 pts)
- SVNS 23-24: 4º puesto
- SVNS 24-25: 3º puesto

### Juegos Panamericanos
- Toronto 2015: 1.º puesto [4]
- Lima 2019: 1.º puesto
- Santiago 2023: 2.º puesto

### Juegos de la Mancomunidad
- Gold Coast 2018: 4.º puesto
- Birmingham 2022: 4.º puesto